# 月の満ち欠け (小説)
『月の満ち欠け』（つきのみちかけ）は、佐藤正午の長編小説。生まれ変わりを題材に、時空を超えた男女の究極の愛を描く。
2022年に映画版が公開された。

## 概要
2017年4月5日に岩波書店から単行本が刊行され、同年7月19日に第157回直木三十五賞の受賞作品に選ばれた。その後、2019年10月4日に岩波文庫をイメージした装丁による「岩波文庫的」より、文庫本が刊行された（厳密には「文庫サイズの単行本」であり、岩波文庫や岩波現代文庫の目録には収録されない）。これは、佐藤が「（直木賞を）受賞したら岩波文庫に入れてほしい」などと冗談半分で話していたが、古典的作品が中心である岩波文庫に収めるには時期尚早という理由により、「岩波文庫的」となった。実際の岩波文庫とは、現代日本文学は「緑」であるカバーの背の色が月の光を意識した「金色」であったり、表紙の左下のマークが「月の満ち欠け」が模様されているとの違いがある。岩波書店がパロディーを行うのは珍しいため、担当編集者は「岩波としてもこの種の試みは初めて」と話した。特別寄稿は伊坂幸太郎。
2022年9月時点で、累計発行部数は56万部を超える。

## あらすじ
東京のサラリーマンである小山内堅は妻と娘の瑠璃と共に円満に暮らしていた。瑠璃は7才の時に原因不明の高熱を出した以外は健康体だったが、熱が引いた後に一人で電車に乗って高田馬場に行ったり、小学生らしからぬ行動力を示したことがあった。
18才の高校生になった瑠璃は突然、母親の梢と共に自動車事故で亡くなった。ショックを受けた堅は会社を退職して故郷の八戸に戻り、高齢の母親を世話しながら暮らし始めた。その頃に、堅を訪ねて来る三角哲彦という40才近い男。娘の瑠璃は事故にあった日に、自分に会いに来ようとしていたと話す哲彦。
大学生だった頃に哲彦は、正木瑠璃という20代の女性と恋に落ちた。だが、瑠璃は実は人妻で、夫の正木竜之介は身勝手なDV夫だった。夫から逃げようと荷物をまとめて家を出たが、事故死する瑠璃。哲彦は、堅の娘の瑠璃は、死んだ自分の恋人の生まれ変わりだと説明した。7才の頃に瑠璃が高田馬場に行ったのは哲彦を探していたのだ。とても信じられずに哲彦を追い返す堅。
瑠璃の高校時代の親友だった緑坂ゆいに呼び出される堅。ホテルのラウンジで待つ“ゆい”は7才の娘のるりを連れていた。「ここのどら焼、好きだよね」と初対面の堅に微笑みかけるるり。“ゆい”の娘もまた生まれ変わりだったのだ。娘から事情を聞いている“ゆい”は、堅が仕事で関係していた正木こそ、哲彦の恋人だった正木瑠璃の夫だと話した。
妻の死後に落ちぶれ、堅の関連会社で再起を図っていた正木は、堅の娘の瑠璃が自分の妻の生まれ変わりだと気づいて付きまとった。正木が哲彦にまで害を及ぼすことを案じた瑠璃は、母の梢に頼んで車で哲彦に会いに行こうとしたが、正木に車で追跡され、それを振り切ろうとして交通事故を起こしたのだった。
ゆい母子の言葉が信じられずに、体調の悪化した母親の待つ八戸へ戻ろうとする堅。そんな堅を抱きしめて「生まれ変わりは私だけじゃない」と囁き、哲彦に会いに行く瑠璃。八戸へ戻り、母親のヘルパーである清美とその娘の“みずき”に出迎えられる堅。母の元へ向かう車中で、堅が東京のホテルからの帰りだと聞いた“みずき”は、「どら焼の美味しい所？」と、亡き妻の梢と同じ仕草をして見せた。

## 登場人物
小山内堅（おさない つよし）
青森県八戸市出身・在住。60代。宮城県仙台市に住んでいた15年前に妻と娘を交通事故で亡くす。
緑坂るり（みどりさか るり）
7歳の小学生。4番目の生まれ変わりの「瑠璃」。
緑坂ゆい（みどりさか ゆい）
緑坂るりの母。女優。小山内堅の娘瑠璃の高校時代の親友。
小山内梢（おさない こずえ）
小山内堅の妻。八戸市出身。旧姓は藤宮。15年前に娘の瑠璃と共に44歳で交通事故死する。
小山内瑠璃（おさない るり）
小山内堅の娘。高校の卒業式を終えた後に18歳で交通事故死する。2番目の生まれ変わりの「瑠璃」。
荒谷清美（あらや きよみ）
小山内堅が現在付き合っている女性。40代。
荒谷みずき（あらや みずき）
荒谷清美の娘。中学生。小山内堅に懐いている。
三角哲彦（みすみ あきひこ）
大手ゼネコンの本社総務部長。50代。八戸市出身。姉が中学・高校時代に小山内梢の友人だった。
正木瑠璃（まさき るり）
三角哲彦が東京に住んでいた34年前の大学生時代に恋に落ちた人妻。地下鉄の電車に轢かれて27歳で交通事故死する。
正木竜之介（まさき りゅうのすけ）
正木瑠璃の夫。瑠璃の死後、8年前に小沼希美に関係する「ある事件」を起こす。
小沼希美（おぬま のぞみ）
妻を亡くした正木竜之介が再就職した小沼工務店の三代目社長の娘。生まれる前は瑠璃と名付けられるはずだった。8年前に7歳で交通事故死する。3番目の生まれ変わりの「瑠璃」。

## 書誌情報
- 上製単行本
  - 『月の満ち欠け』（岩波書店、2017年4月5日発売 、ISBN 978-4-00-001408-3）
- 文庫判
  - 『岩波文庫的 月の満ち欠け』（岩波書店、2019年10月4日発売 、ISBN 978-4-00-001411-3）

## 映画
2022年12月2日に公開。『第46回日本アカデミー賞』優秀作品賞受賞作品。監督は廣木隆一、主演は大泉洋で、大泉と廣木は初タッグとなった。撮影は2021年11月 - 12月に行われた。全体的にストーリーが原作よりも短縮されており、原作で3番目の生まれ変わりの「瑠璃」だった小沼希美が登場せず、それに伴って正木竜之介の設定が原作とは変わっている。

### あらすじ（映画）
仕事も家庭も順調だった小山内堅の日常は、愛する妻・梢と娘・瑠璃のふたりを不慮の事故で失ったことで一変する。深い悲しみに沈む堅のもとに三角哲彦と名乗る男が訪ねてくる。事故に遭った日、堅の娘が面識のないはずの自分に会いに来ようとしていたこと、そして彼女は、かつて自分が狂おしいほどに愛していた「瑠璃」という女性の生まれ変わりなのではないか、と告げる。

### キャスト
小山内堅（おさない つよし）
演 - 大泉洋
主人公。妻と娘を不慮の事故で亡くす。
正木瑠璃（まさき るり）
演 - 有村架純
小山内夫妻の娘と同じ名前を持つ謎の女性。
三角哲彦（みすみ あきひこ）
演 - 目黒蓮（Snow Man）
大学生時代に正木瑠璃と恋に落ちる男性。
緑坂ゆい
演 - 伊藤沙莉
小山内瑠璃の親友で、瑠璃の死後に母になり、小山内にある頼み事をする。
正木竜之介（まさき りゅうのすけ）
演 - 田中圭
正木瑠璃の夫。
小山内梢（おさない こずえ）
演 - 柴咲コウ
小山内堅の妻。不慮の事故でこの世を去る。
小山内瑠璃（おさない るり）
演 - 菊池日菜子（幼少期：阿部久令亜）
堅と梢の娘。不慮の事故でこの世を去る。
緑坂るり
演 - 小山紗愛
緑坂ゆいの娘。
荒谷みずき
演 - 尾杉麻友
荒谷清美の娘。
中西
演 - 寛一郎
三角のバイト仲間。
店長
演 - 波岡一喜
三角のバイト店長。
荒谷清美
演 - 安藤玉恵
和美の介護士。
小山内和美
演 - 丘みつ子
堅の母親。

### スタッフ
- 原作 - 佐藤正午『月の満ち欠け』（岩波書店刊）
- 監督 - 廣木隆一
- 脚本 - 橋本裕志
- 音楽 - FUKUSHIGE MARI
- エンディング曲 - Ruri「生きていくだけで」（作詞・作曲：FUKUSHIGE MARI）
- 劇中曲 - John Lennon「Woman」（ユニバーサル ミュージック）
- 製作 - 髙橋敏弘、荒木宏幸、弓矢政法、渡辺勝也、浅田靖浩、伊藤亜由美、井田寛
- エグゼクティブプロデューサー　- 吉田繁暁、筒井竜平
- 企画・プロデュース - 新垣弘隆、遠藤日登思
- プロデューサー - 矢島孝、宇高武志
- アソシエイトプロデューサー - 諸田創
- ラインプロデューサー - 湊谷恭史
- 撮影 - 水口智之
- 照明 - 北岡孝文
- 録音 - 深田晃
- 美術 - 丸尾知行
- 装飾 - 吉村昌悟
- 編集 - 野本稔
- スタイリスト - 篠塚奈美
- ヘアメイク - 永江三千子
- 特殊メイク - 宗理起也
- スクリプター - 丹羽春乃
- スチール - 蒔苗仁
- 助監督 - 木ノ本浩平
- 製作担当 - 田中智明
- ポスプロスーパーバイザー - 佐藤正晃
- VFXスーパーバイザー - 大萩真司
- VFX onset スーパーバイザー - 佐伯真哉
- 音響効果 - 佐藤祥子
- 音楽プロデューサー - 高石真美
- 宣伝プロデューサー - 阿部未菜美
- プロダクションマネージャー - 小松次郎
- 制作プロダクション - 松竹撮影所
- 配給 - 松竹
- 企画・製作幹事 - 松竹、アミューズ
- 製作 -「月の満ち欠け」製作委員会（松竹、アミューズ、ジェイアール東日本企画、トーハン、イオンエンターテイメント、クリエイティブオフィスキュー、松竹ブロードキャスティング）

### 受賞歴
- 第46回日本アカデミー賞[17]
  - 優秀作品賞『月の満ち欠け』
  - 優秀主演男優賞 - 大泉洋
  - 優秀助演男優賞 - 目黒蓮
  - 優秀助演女優賞 - 有村架純
  - 新人俳優賞 - 目黒蓮、菊池日菜子
  - 優秀監督賞 - 廣木隆一
  - 優秀脚本賞 - 橋本裕志
  - 優秀音楽賞 - FUKUSHIGE MARI
  - 優秀録音賞 - 深田晃
  - 優秀編集賞 - 野本稔
- 第96回キネマ旬報ベスト・テン 新人男優賞 - 目黒蓮[18]
- 第45回ヨコハマ映画祭 最優秀新人賞 - 目黒蓮[19]